# Phylica retorta
Phylica retorta är en brakvedsväxtart som beskrevs av Neville Stuart Pillans. Phylica retorta ingår i släktet Phylica och familjen brakvedsväxter. Inga underarter finns listade i Catalogue of Life.